# Valéria
A Valéria a latin Valerius férfinév (magyarul Valér) női párja.

## Gyakorisága
Az 1990-es években igen ritka név, a 2000-es években nem szerepel a 100 leggyakoribb női név között.

## Névnapok
- április 28.[2]
- június 5.[2]
- december 9.[2]

## Híres Valériák

### Magyarok
| - Benke Valéria tanítónő, kommunista politikus, miniszter - Berdál Valéria opera-énekesnő - Botka Valéria kóruskarnagy - Csányi Valéria karmester - Csépe Valéria pszichológus, egyetemi tanár, az MTA tagja - Bozsik Valéria író, újságíró - Dénes Valéria festő - Barcsik Valéria zeneszerző - Vass Valéria Apáczai Csere János-díjas, Magyar Ezüst Érdemkereszttel kitüntetett zenepedagógus | - Dienes Valéria író, táncpedagógus, filozófus, egyetemi tanár - Gyenge Valéria olimpiai bajnok úszó - Hidvéghy Valéria színésznő - Mária Valéria osztrák főhercegnő, magyar és cseh királyi hercegnő - Rácz Vali színésznő, énekesnő - Szabó Valéria kézilabdázó - Tóth Valéria szobrász |

### Külföldiek
| - Valeria Motogna-Beşe román kézilabdázó |

- Valerie Perrine, amerikai színésznő
- Valeria Messalina, Claudius római császár harmadik felesége
- Valeria Maximilla, Maxentius császár felesége